# Estación de Laufen
La estación de Laufen es una estación ferroviaria de la comuna suiza de Laufen, en el Cantón de Basilea-Campiña.

## Historia y situación
La estación de Laufen fue inaugurada en el año 1875 con la puesta en servicio del tramo Basilea SBB - Delémont de la línea Basilea SBB - Biel/Bienne, también conocida como la línea del Jura, por parte de la Chemins de fer du Jura bernois (JB). En 1884 JB sería absorbido por Jura-Bern-Luzern-Bahn (JBL), compañía que en 1890 se fusionó con la Compagnie de la Suisse Occidentale et du Simplon (SOS), y la nueva compañía sería Jura-Simplon-Bahn (JS). En 1903 JS pasaría a ser absorbida por los SBB-CFF-FFS.
Se encuentra ubicada en el centro del núcleo urbano de Laufen. Cuenta con dos andenes, uno central y otro lateral a los que acceden tres vías pasantes, a las que hay que sumar dos vías pasantes más, varias vías muertas y un pequeño depósito con una placa giratoria, hoy día sin servicio, en el sur de la estación.
En términos ferroviarios, la estación se sitúa en la línea Basilea SBB - Biel/Bienne. Sus dependencias ferroviarias colaterales son la estación de Zwingen hacia Basilea SBB y la estación de Delémont en dirección Biel/Bienne.

## Servicios ferroviarios
Los servicios ferroviarios de esta estación están prestados por SBB-CFF-FFS:

### Larga distancia
- ICN Ginebra-Aeropuerto - Ginebra-Cornavin - Nyon - Morges - Yverdon-les-Bains - Neuchâtel - Biel/Bienne - Grenchen Nord - Moutier - Delémont - Laufen - Basilea SBB. Hay un tren cada dos horas.

### S-Bahn Basilea
Desde la estación de Laufen se puede ir a Basilea y Olten mediante una línea de la red Regio S-Bahn Basilea operada por SBB-CFF-FFS con trenes cada media hora hacia Basilea SBB y Olten, y trenes cada hora hacia Delémont y Porrentruy:
- S 3 Porrentruy – Delémont – Laufen – Basel Dreispitz – Basel SBB – Liestal – Sissach – Olten  (algunos refuerzos durante las horas pico entre Delémont (respectivamente Laufen y Aesch) y Basel sin designación de línea)